# Servoacelerómetro
Un servoacelerómetro se compone de un galvanómetro en forma de péndulo y un sensor óptico, por ello tienen alta estabilidad ante cambios de temperatura, estabilidad a largo plazo del cero y son inmunes a vibraciones.
Estos acelerómetros tienen muy altas prestaciones debido a su funcionamiento en bucle cerrado.

## Características
- Excelente estabilidad a cambios de temperatura
- Muy alta resistencia a shock y vibraciones
- Robusto, estanco y de pequeño tamaño
- Rangos desde 0,05 g hasta 1 g
- Salida ± 5 V y 4..20 mA

## Aplicaciones
Control de velocidad y posición en trenes, aviones y otros vehículos.
- Datos: Q2880478